# Энспель
Энспель (нем. Enspel) — община в Германии, в земле Рейнланд-Пфальц. 
Входит в состав района Вестервальд. Подчиняется управлению Вестербург.  Население составляет 276 человек (на 31 декабря 2010 года). Занимает площадь 1,46 км².